# 笹野高嗣
笹野 高嗣（ささの たかし、1954年3月7日 - ）は、日本の歯科医師、歯学者。東北大学大学院歯学研究科口腔病態外科学講座口腔診断学分野教授。日本口腔診断学会理事長。

## 経歴
1979年東北大学卒業、以後同大学助手、講師、助教授を務め、1998年より同大学教授に就任。
1986年 東北大学、歯学博士 論文の題は「寒冷刺激の歯髄に及ぼす影響」。

## 著作
- 三條大助、笹野高嗣 著「第1章 歯および歯列 1-2 急性炎症に伴う歯痛による障害 歯髄炎」、泉廣, 次、腰原, 好、斎藤, 毅 編『歯科診療の実際 下顎運動障害』医歯薬出版、1995年11月。ISBN 978-4-263-45044-4。
- 笹野高嗣 著「III.基本的診察法 19 画像診査」、黒﨑紀正、小野瀬英雄、住友雅人、櫻井薫、井上宏、古郷幹彦、寺下正道 編『患者の診かたと歯科診療』医歯薬出版〈イラストレイテッド・クリニカルデンティストリー 1〉、2001年10月1日。ISBN 978-4-263-40611-3。
- 笹野高嗣 他 著、小林馨 編『臨床医のための口腔画像診断 臨床イメージノート』（改訂版）永末書店、2002年11月1日。ISBN 4-8160-1122-6。
- 庄司憲明、笹野高嗣「臨床における「正常と異常」の判断 歯のヒビ(クラック)―原因のみあたらない歯痛との関連―」『臨床における不安と疑問 ―誰にも聞けなかったあのことを いま 明らかに―』監修 杉崎正志、ヒョーロン・パブリッシャーズ、2004年12月7日。ISBN 4-930881-74-9。
- 笹野高嗣 著「4章 画像診断 4.根尖部病変と歯内療法」、古本, 啓一、岡野, 友宏、小林, 馨 編『歯科放射線学』（第4版）医歯薬出版、2006年5月25日。ISBN 978-4-263-45597-5。
- 編 日本歯科放射線学会 編集委員 倉林亨、笹野高嗣、佐野司、林孝文、土持眞、清水谷公成、吉浦一紀 編『歯科臨床における画像診断アトラス』医歯薬出版、2008年1月10日。ISBN 978-4-263-45610-1。
- 飯久保正弘、犬童寛子、香川豊宏、河合泰輔、後藤真一『わかりやすい歯科放射線学』監修 有地榮一郎、笹野高嗣、馬嶋秀行、湯浅賢治、代居敬、学建書院〈歯科衛生士テキスト〉、2008年3月1日。ISBN 978-4-7624-0170-1。
- 古内壽、笹野高嗣 著「III 治療法に関する説明・指導 3 エックス線撮影時 1 妊娠でエックス線が不安（論理で進める対話）」、伊藤孝訓、寺中敏夫 編『患者ニーズにマッチした歯科医療面接の実際』クインテッセンス出版、2008年6月10日。ISBN 978-4-7812-0018-7。
- 飯久保正弘、犬童寛子、香川豊宏、河合泰輔、後藤真一『わかりやすい歯科放射線学』監修 有地榮一郎、笹野高嗣、馬嶋秀行、湯浅賢治、代居敬（第2版）、学建書院〈歯科衛生士テキスト〉、2010年12月10日。ISBN 978-4-7624-1170-0。

## 所属団体
- 日本歯学系学会協議会 理事[4]
- 日本口腔診断学会理事長[2]
- 日本口腔内科学会 理事[5]、第22回大会長[6]
- 日本歯科保存学会 元理事[5]
- 日本歯科放射線学会 代議員[7]、元理事[5]
- 日本外傷歯学会 医療画像診断担当理事[8]
- 日本口腔科学会 評議員[9]
- 日本医学放射線学会 北日本地方会世話人[5]